# La Motte-en-Bauges
La Motte-en-Bauges ist eine französische Gemeinde mit 514 Einwohnern (Stand 1. Januar 2022) im Département Savoie in der Region Auvergne-Rhône-Alpes. Sie gehört zum Arrondissement Chambéry und ist Mitglied im Gemeindeverband Communauté d’agglomération du Grand Chambéry. Die Bewohner werden Mottands und Mottandes genannt.

## Geographie
La Motte-en-Bauges liegt auf 710 m, etwa 22 km nordöstlich der Präfektur Chambéry und 22 km südlich der Stadt Annecy (Luftlinie). Das Bauerndorf erstreckt sich im Nordwesten des Département Savoie, im Massiv der Bauges, im weiten Talbecken des Chéran am Westfuß des Mont Chabert.
Die Fläche des 9,96 km² großen Gemeindegebiets umfasst einen Abschnitt des Massivs der Bauges. Die westliche Grenze verläuft entlang dem Chéran, der hier in einem breiten Talbecken von Süden nach Norden fließt. Vom Flusslauf erstreckt sich das Gemeindeareal ostwärts über den Talboden und den Hang von La Motte bis auf den scharfen Grat des Mont Chabert, auf dem mit 1475 m die höchste Erhebung von La Motte-en-Bauges erreicht wird. Der Mont Chabert ist Teil einer in Nord-Süd-Richtung durch das ganze Massiv der Bauges verlaufenden markanten Bergkette. Nördlich an den Kamm schließt der Mont d’Étrier (1404 m) an. Nach Norden reicht der Gemeindeboden bis in das Tal des Ruisseau de Bellecombe (rechter Zufluss des Chéran). Die Gemeinde liegt innerhalb des Regionalen Naturparks Massif des Bauges (frz.: Parc naturel régional du Massif des Bauges).
Zu La Motte-en-Bauges gehören neben dem eigentlichen Ortskern auch verschiedene Weilersiedlungen und Gehöfte, darunter:
- Entrèves (700 m) auf einem Vorsprung über dem Tal des Ruisseau de Bellecombe
- Le Rocher (680 m) im Talbecken des Chéran
- Les Frénauds (680 m) im Talbecken des Chéran
- Les Brunots (760 m) am unteren Westhang des Mont Chabert
- La Frénière (820 m) am Westhang des Mont Chabert
- Noiray (840 m) am Westhang des Mont Chabert

Nachbargemeinden von La Motte-en-Bauges sind Bellecombe-en-Bauges im Norden, Le Châtelard im Süden sowie Lescheraines im Westen.

## Geschichte
La Motte wird im 11. Jahrhundert erstmals urkundlich erwähnt. Der Ortsname leitet sich vom altfranzösischen Wort mothe ab, das eine befestigte Anhöhe bezeichnet. Im Mittelalter und im Ancien Régime bestand in La Motte eine kleine Herrschaft, die bis zum Beginn des 17. Jahrhunderts den Herren von Le Châtelard unterstand. Als Teil dieser Ländereien gelangte der Ort 1689 zum Marquisat des Bauges in Lescheraines. Mit dem Vertrag von Turin und dem Anschluss des Herzogtums Savoyen an Frankreich 1860 wurde die Gemeinde Teil des neugeschaffenen Département Savoie.

## Sehenswürdigkeiten
Die Dorfkirche Saint-Victor von La Motte-en-Bauges wurde im 19. Jahrhundert errichtet. Im Weiteren sind das Manoir des Cerises und der Weiler Noiray mit seinen charakteristischen Häusern im savoyischen Baustil zu erwähnen.

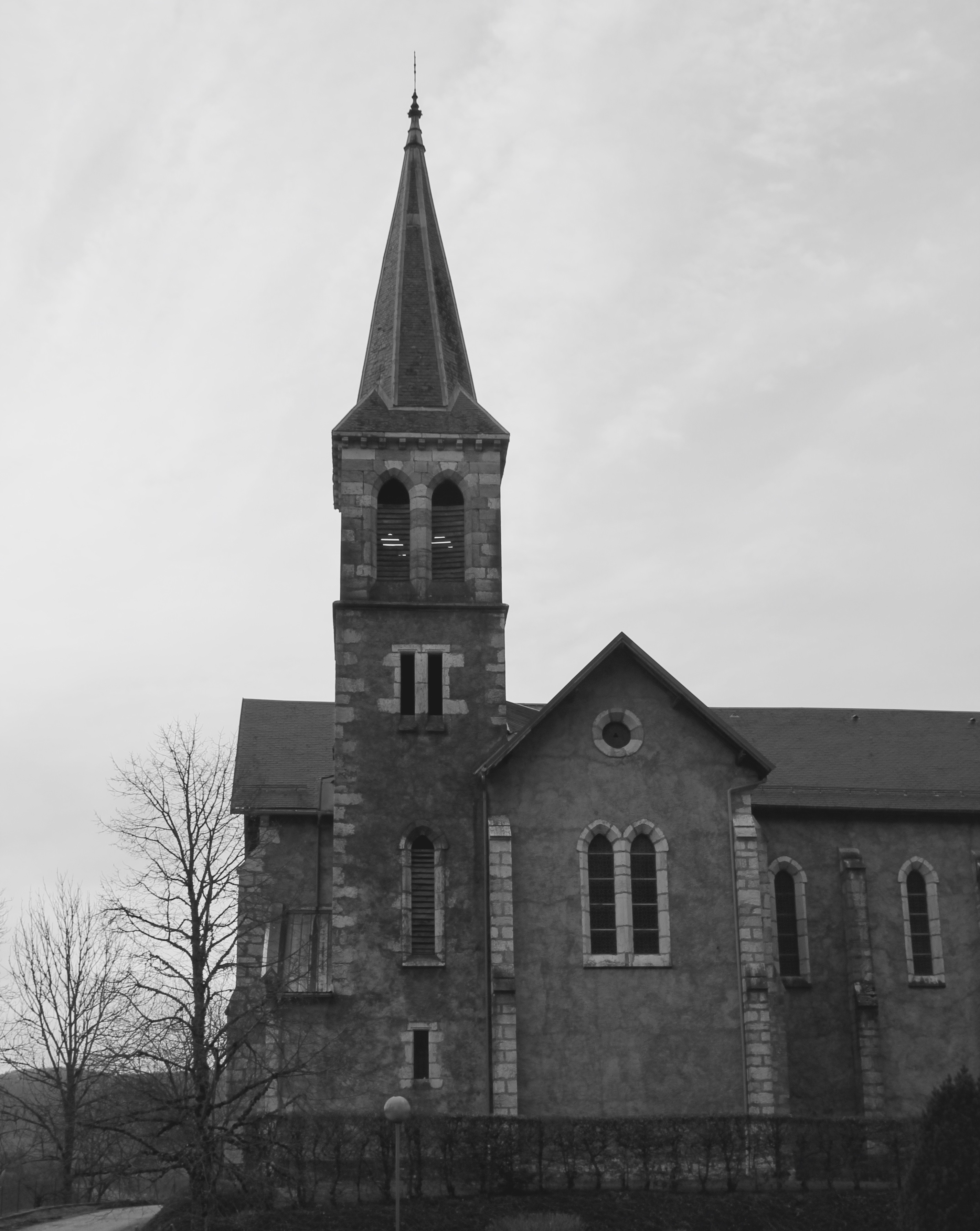
Kirche Saint-Victor
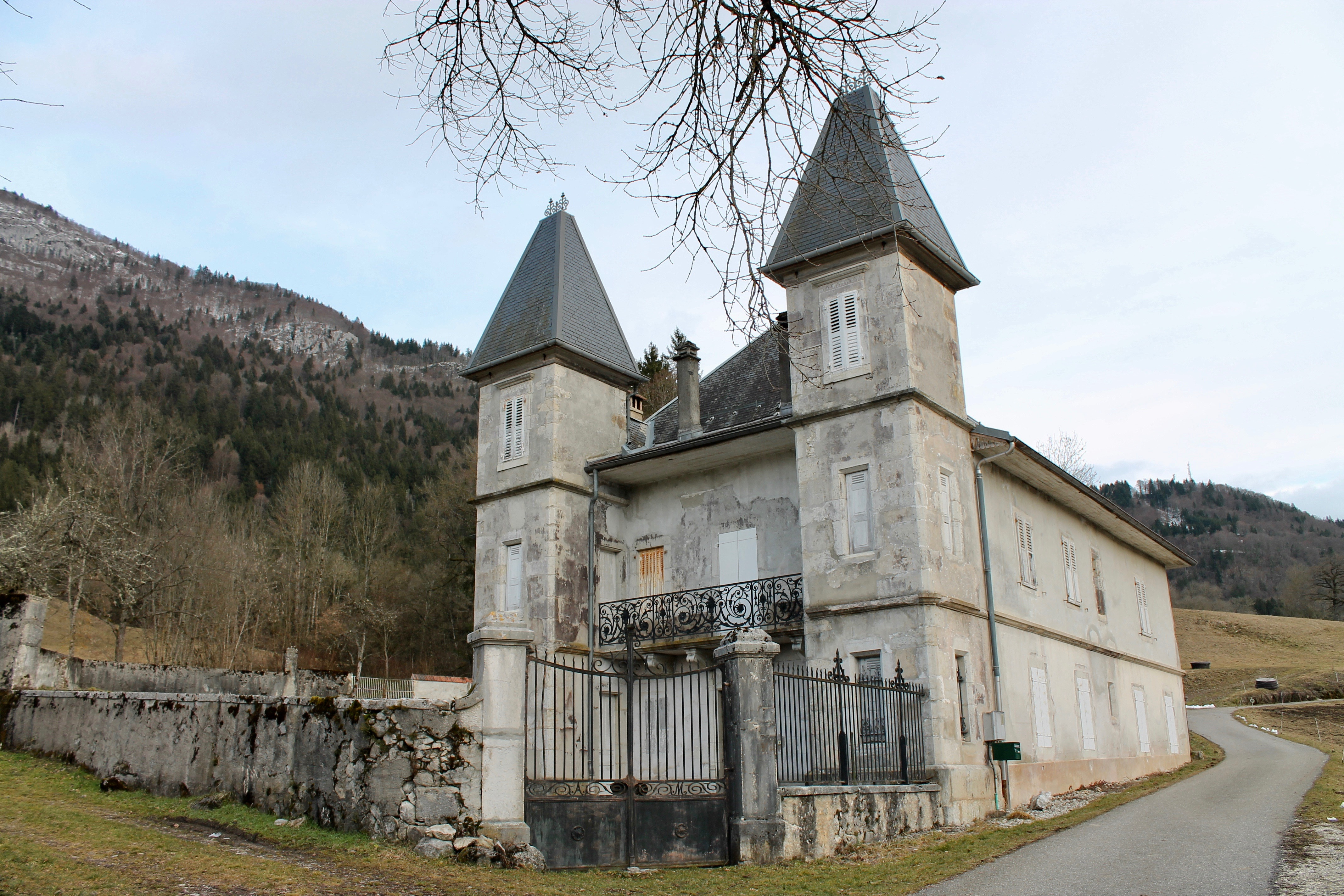
Manoir des Cerises

## Bevölkerung
| Jahr                       | 1962 | 1968 | 1975 | 1982 | 1990 | 1999 | 2006 | 2011 | 2020 |
| Einwohner                  | 264  | 238  | 218  | 211  | 287  | 310  | 422  | 438  | 509  |
| Quellen: Cassini und INSEE |      |      |      |      |      |      |      |      |      |

Mit 514 Einwohnern (Stand 1. Januar 2022) gehört La Motte-en-Bauges zu den kleinen Gemeinden des Département Savoie. Nachdem die Einwohnerzahl in der ersten Hälfte des 20. Jahrhunderts rückläufig war, wurde seit Mitte der 1980er Jahre dank der schönen Wohnlage wieder eine Bevölkerungszunahme verzeichnet.

## Wirtschaft und Infrastruktur
La Motte-en-Bauges war bis weit ins 20. Jahrhundert hinein ein vorwiegend durch die Landwirtschaft und Alpwirtschaft geprägtes Dorf. Daneben gibt es heute einige Betriebe des lokalen Kleingewerbes. Viele Erwerbstätige sind Wegpendler, die in den größeren Ortschaften der Umgebung ihrer Arbeit nachgehen.
Die Ortschaft liegt abseits der größeren Durchgangsstraßen an einer Departementsstraße, die von Alby-sur-Chéran durch das Massiv der Bauges nach Saint-Pierre-d’Albigny führt. Eine weitere Straßenverbindung besteht mit Bellecombe-en-Bauges. Der nächste Anschluss an die Autobahn A41 befindet sich in einer Entfernung von rund 23 km.